# Брюль, Хайди
Хайди Розмари Брюль (нем. Heidi Rosemarie Brühl; 30 января 1942[…], Мюнхен — 8 июня 1991[…], Штарнберг, Бавария) — немецкая актриса и певица.

## Биография и карьера
Хайди Брюль родилась 30 января 1942 года в Грефельфинге (Бавария, Германия).
Снималась в кино с 1954 года, всего сыграла около 50 ролей в фильмах и сериалах, в 1956 году номинировалась на телепремию «Бэмби».
В начале 1960-х годов она также начала карьеру певицы.
Долгое время она жила и работала в Лос-Анджелесе (штат Калифорния, США) и в Риме (Италия), но в конце концов вернулась в родную Германию. Представляла ФРГ на конкурсе «Евровидение-1963».
В 1964—1976 годах была замужем за актёром Бреттом Хэлси, от которого родила сына и дочь — Клейтона Хэлси (31.08.64) и Николь Брюль (06.05.70). И Клейтон, и Николь стали актёрами, как и их родители.
Когда Хайди было 20 лет, у неё обнаружили рак желудка, который она победила, но в результате Хайди скончалась от другого рака — рака молочной железы в 49-летнем возрасте 8 июня 1991 года в Штарнберге (Бавария, Германия).

## Избранная фильмография
- 1958 — Ох… этот отпуск / Ooh… diese Ferien (Австрия) — Моника
- 1963 — Капитан Синдбад / Captain Sindbad (ФРГ/США) — принцесса Джана
- 1973 — Коломбо (серия «Самый опасный матч») / Columbo: The Most Dangerous Match (США) — Линда Робинсон
- 1974 — Как соблазнить женщину / How to Seduce a Woman (США) — доктор Вингфрид
- 1975 — Санкция на пике Эйгера / The Eiger Sanction (США) — Анна Монтейн